# Jan Amos Pellar
Jan Amos Pellar (14. dubna 1905 Krucemburk – 2. února 1982 Hradec Králové) byl český evangelický teolog a farář, vysokoškolský pedagog a senior královéhradeckého seniorátu. Byl žákem religionisty Otakara Pertolda a orientalisty Bedřicha Hrozného a předsedou Evangelického díla. Povolání faráře vykonával v královéhradeckém sboru od své instalace roku 1940 až do své smrti roku 1982. Jeho švagrem byl Josef Lukl Hromádka a prof. MUDr. Pavel Lukl.

## Život

### Dětství a rodina
Jan Amos Pellar se narodil 14. dubna 1905 v Krucemburku (Křížové) č.p. 178 jako šestý potomek Gustava Pellara a Luisy, roz. Zrzavé. Otec ho pokřtil jmény Jan Amos Jindřich. Měl šest sourozenců, bratry Gustava, Emila, Pavla, Jiřího a sestry Evženii a Noru. Otec Jana zemřel mlád r. 1914 a matka r. 1958.
Jeho děd Jan Pellar, narozený r. 1814, pocházel ze slezské Velké Císovnice. Byl 24 let farářem luterského sboru v Pržně, stýkal se s Františkem Palackým z Hodslavic. V roce 1865 přešel na sbor v Krucemburku, kde působil 33 let. V Pržně se jemu a manželce Karolíně Amalii, rozené Schmiedmayerové z Niklasdorfu ve Slezsku, narodili dva synové. Emil, který byl po 52 let farářem v Hrubé Vrbce a o šestnáct let mladší Gustav Adolf, tedy otec J. A. Pellara. Gustav Adolf se stal r. 1891 osobním vikářem svého otce a od roku 1898 farářem krucemburským.
Matka J. A. Pellara Luisa Pellarová byla dcerou Josefa Zrzavého, rolníka a toho času obecního starosty Krucemburku a jeho manželky Josefy rozené Zvolánkové z Krucemburku.

### Studium
Od 6 do 9 let chodil do evangelické dvoutřídky v Krucemburku a odtud přešel na reálku do Hradce Králové (maturoval v r. 1922), kam se po otcově smrti s matkou odstěhovali. Evangelický sbor v Hradci Králové ještě nebyl, reformovaní i luterští evangelíci patřili do Černilova. Ale už v roce 1883 byl v Hradci založen „Lutherův ústav“ (domov pro studenty), pozdější „Husův dům“, jehož správcem byl od roku 1907 do 1920 farář František Hrejsa, od roku 1912 druhý farář černilovského sboru se sídlem v Hradci Králové. Na reformované straně byl průkopníkem budoucího hradeckého sboru černilovský farář Justus Szalatnay (léta jeho působení1860 – 1915), za něhož byl postaven krásný hradecký chrám posvěcený superintendantem Čeňkem Duškem dne 7. 7. 1912. V červnu 1920 pak vznikl samostatný sbor všech evangelíků obojího vyznání, jehož prvním farářem byl zvolen dosavadní správce sboru v Chocni Adolf Novotný.
Před maturitou na reálce se Pellar rozhodl, že bude studovat teologii. Byl zapsán jako mimořádný posluchač na tehdejší Husovu bohosloveckou fakultu v Praze. Když složil maturitu z latiny a doplnil si předpokládané vzdělání k přijetí na fakultu bohosloveckou, stal se posluchačem řádným.  Po první státní zkoušce r. 1925 odešel na rok na Faculté Libre de Théologie Protestante de Paris. Z Paříže se vrátil, aby dokončil studium teologie v Praze, a po druhé státní zkoušce v r. 1926 odešel ještě na rok do Anglie, kde studoval na United Free College v Aberdeenu.
Po návratu nastoupil vojenskou službu v Josefově, kde sloužil jako poručík duchovenské služby. 

### Farářem v Rovečném na Moravě a v Přelouči
Po návratu ze zahraničních studií byl povolán za vikáře, jímž byl instalován 23. září 1928 a později zvolen za faráře sboru českobratrské církve evangelické v Rovečném na Moravě. Sám zde dirigoval pěvecký sbor, který dosáhl velkých pěveckých úspěchů na církevní půdě. Z Rovečného odešel do Přelouče, kde působil od 16. 12. 1932 do 31. 8. 1940 jako farář. Nahradil zde faráře Františka Klapuše. Jeho instalace v Přelouči proběhla 29. června 1933 a provedl ji senior Viktor Szalatnay z Kutné Hory.

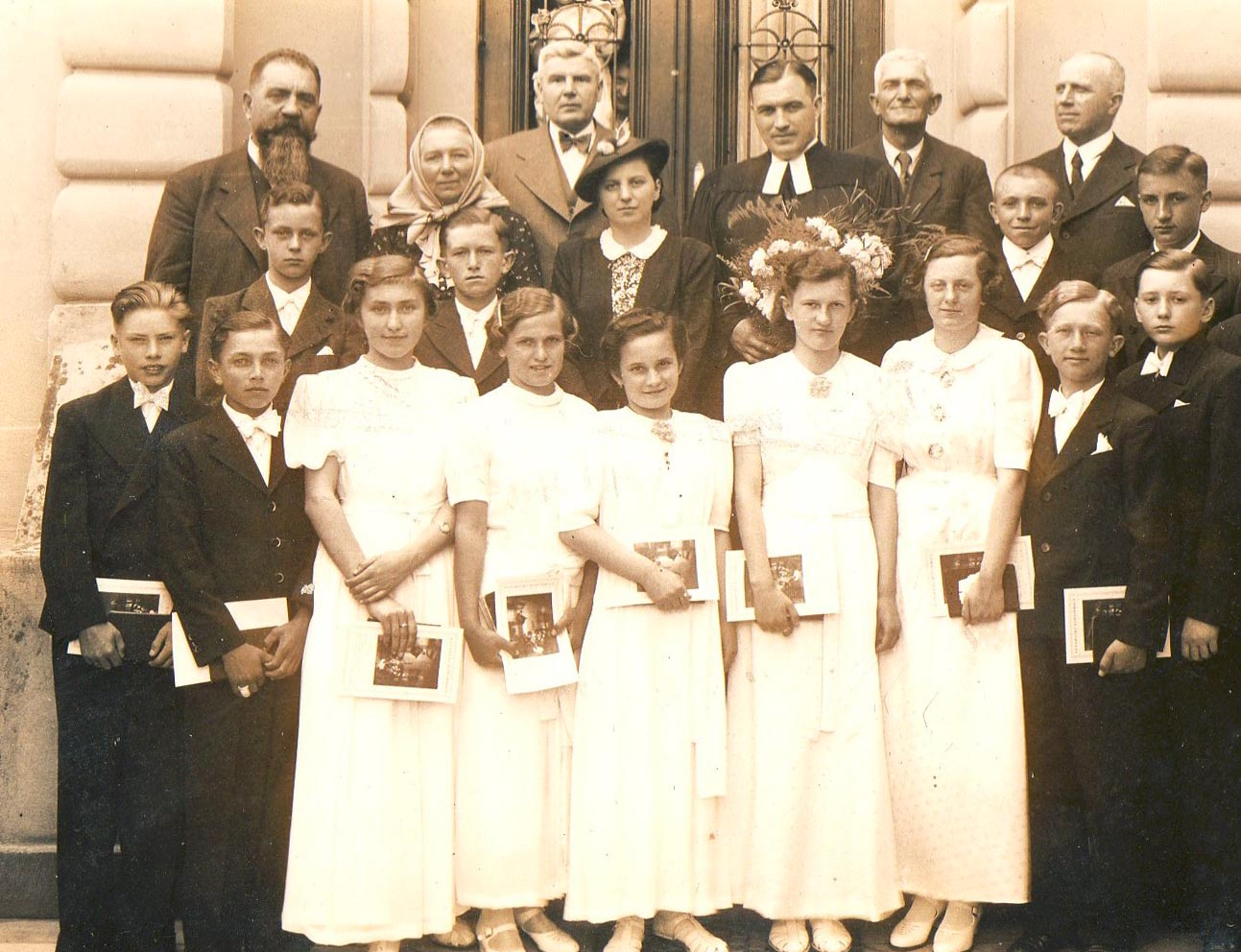
Konfirmace v Přelouči, uprostřed manželé Pellarovi

Roku 1933 se oženil s PhDr. Evou Pellarovou, dcerou MUDr. Adolfa Lukla a Růženy Luklové, rozené Dvořákové (sestra překladatelky světové a dětské literatury Boženy Šimové).  V roce 1935 se jim narodila dcera Jana a v r. 1938 syn Tomáš.

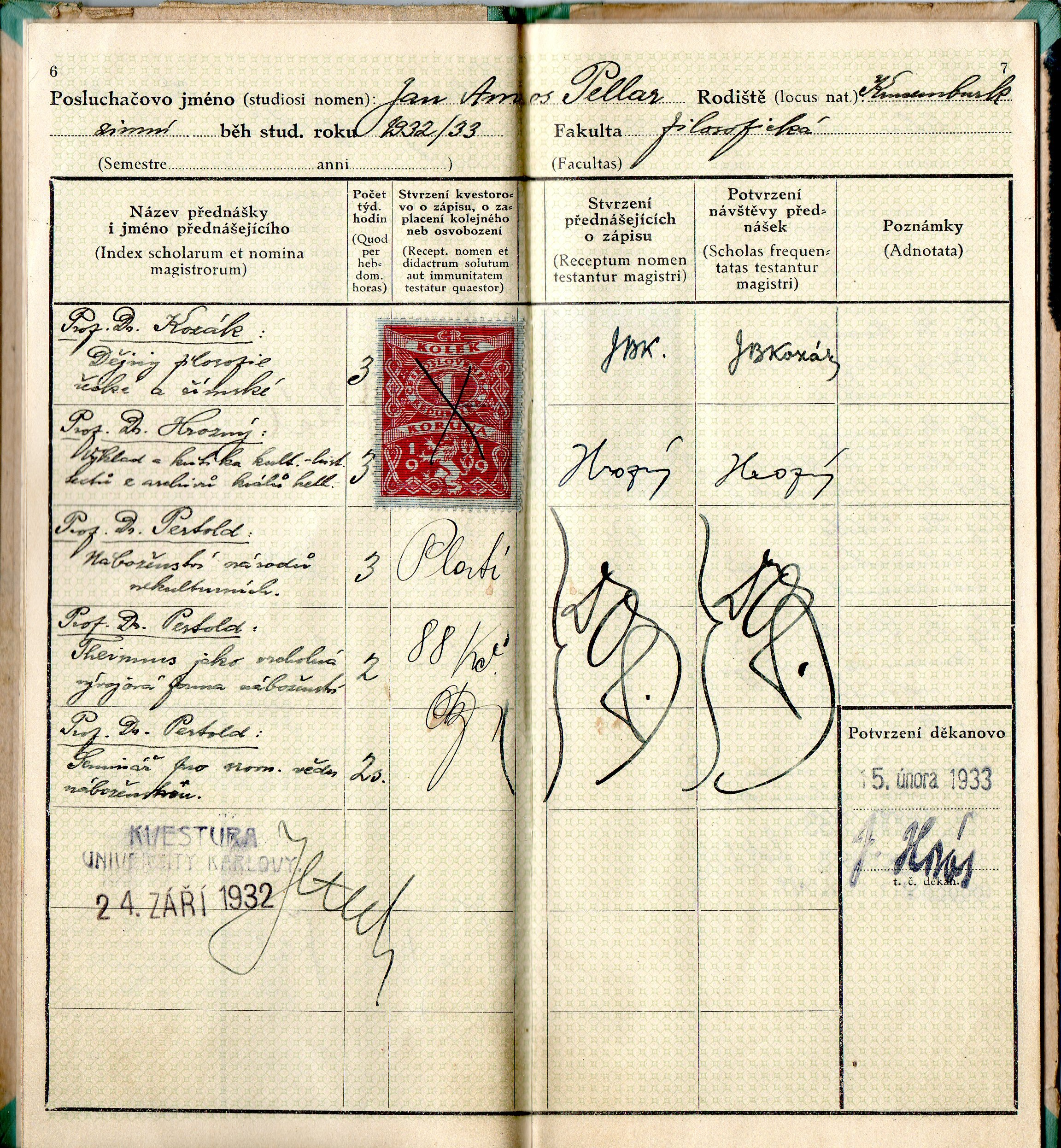
Index UK v Praze, podpisy prof. Pertolda a prof. Hrozného

Z Přelouče jezdil J. A. Pellar každé pondělí do Prahy do semináře k prof. Pertoldovi, kde začal studovat „Srovnávací vědu náboženskou“, ze které napsal disertaci na téma „Palestinské přírodní kulty v rámci náboženství Předního Orientu“. Po složení rigorózních zkoušek byl promován na doktora filozofie v r. 1937. Předtím jezdil k profesoru B. Hroznému.
V období působení J. A. Pellara a působení kurátora Stanislava Chvojky proběhly důležité stavební práce na přeloučském kostele a faře. Podílel se na přestavbě kostela, především na vestavbě galerií. Byla kompletně opravena fara, zaveden vodovod, zřízena koupelna a prádelna, zavedeno ústřední topení a přistavovala se garáž. Do kostela bylo zavedeno rozhlasové zařízení a elektrické světlo. Nedělní škola se pro veliký počet žáků musela brzy vystěhovat z konfirmační síně a měla své pravidelné vyučování v kostele. Nedělní škola soustřeďovala 130 dětí, což bylo velmi mnoho na sbor čítající okolo 986 osob. Hřbitov byl převeden do vzorného pořádku, staršovstvo sestavilo a tiskem vydalo hřbitovní řád. Kostel a fara byly postaveny podle návrhu architekta Rudolfa Kříženeckého. Dále byl kostel vymalován dle návrhu architekta Jana Rejchla z Hradce Králové. Byla rekonstruována polovina 1. patra fary a zahájena výstavba nového Masarykova sborového domu. Vznikl na místě dvou starých domů, z nichž jeden darovala sboru paní Marie Boháčová. Jan Rejchl byl významným architektem, žákem Josefa Gočára a byl to právě on, kdo vytvořil návrh sborového domu v Přelouči, přítel J. A. Pellara. Stavbu provedl pan stavitel A. Mahn z Přelouče. Masarykův dům byl otevřen dne 15. srpna 1938 v 10 hodin.
V Přelouči také založil J. A. Pellar pěvecký sbor, kam chodila starší a střední generace, ale i mladí. Dirigentem byl J. Doubek, později Stanislav Chvojka a také učitel Čejka z Přelouče. Založil zde také Sdružení mládeže a z konfirmandů pak Dorost, který čítal 40 členů k r. 1938. Po všechna léta jej vedla paní Dr. Eva L. Pellarová, která také spolupracovala v nedělní škole.
J. A. Pellar byl předsedou „Okresní péče pro mládež“ (dobrovolná organizace se zemským ústředím v Praze) a byl často zván na Dny mládeže do jiných sborů jako kazatel. Doktor Fousek s J. A. Pellarem založili amatérské smyčcové kvarteto – Dr. Fousek cello, J. A. Pellar druhé housle, první housle hrál ředitel dívčí měšťanské školy pan Horáček, na violu hrál řídící B. Čejka. Eva L. Pellarová hrála klavírní part při klavírních kvintetech.
V období mobilizace J. A. Pellar narukoval do Kutné Hory. Dne 15. března 1939 německá vojska překročila hranice republiky. Do Přelouče přijela hned odpoledne a zabrala Masarykův dům. 

### Farářem v Hradci Králové

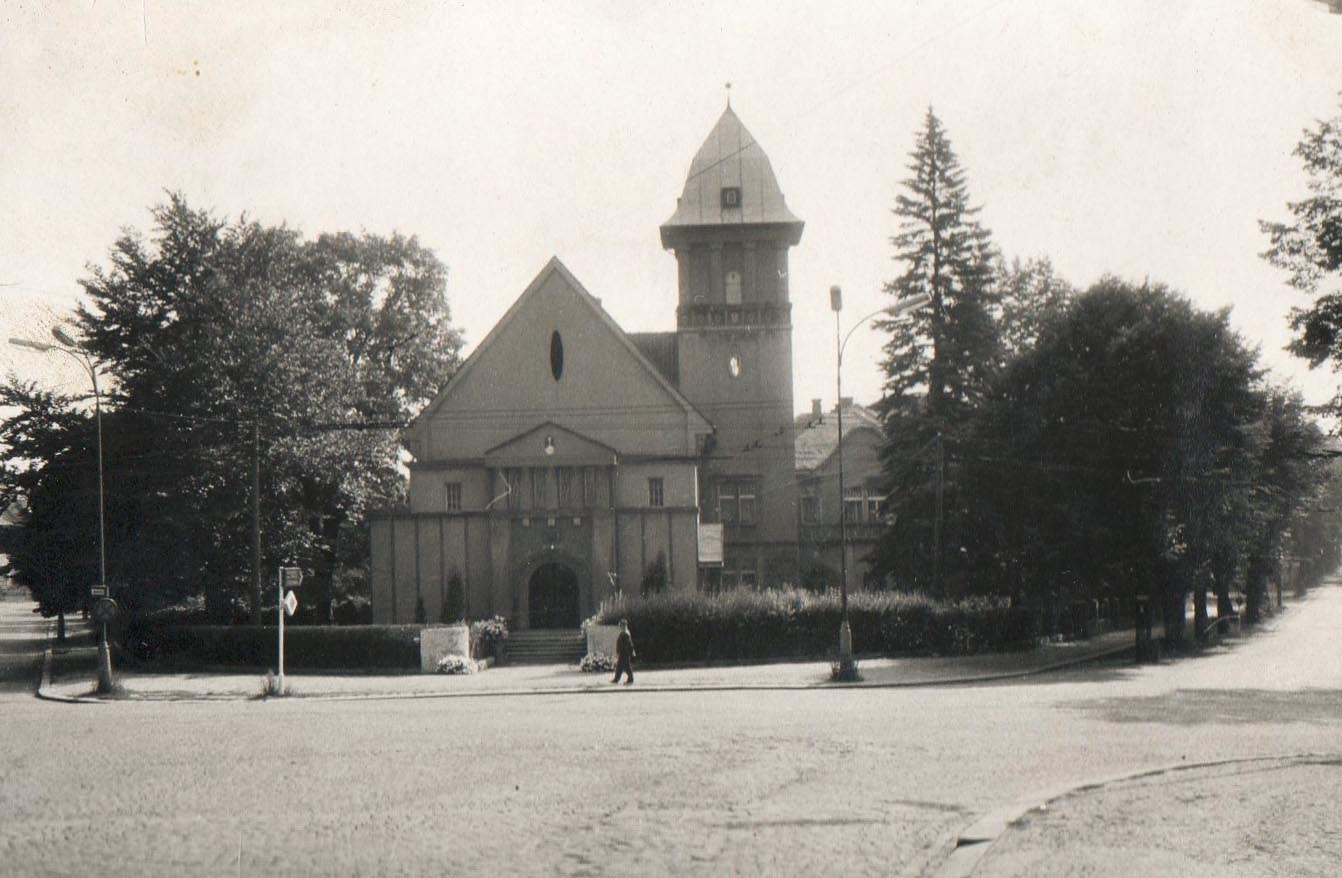
Evangelický kostel v Hradci Králové

Královéhradecký farář Štěpán Šoltézs přešel do sboru ke Klimentu v Praze (nabízeno i J. A. Pellarovi), a tak se v Hradci Králové uvolnilo místo faráře.
Od 1. 8. 1940 se stal Pellar farářem v Hradci Králové.  V roce 1942 se jim zde narodila dvojčata, dva hoši Petr a Pavel. Po vypuknutí druhé světové války a příchodu německé armády na naše území byl Husův Dům, používaný církví, zabaven Hitlerjugend. Sdružení se dále scházelo v horním patře domu U Špuláků, který J. A. Pellar prosadil k užívání od města místo Husova domu.

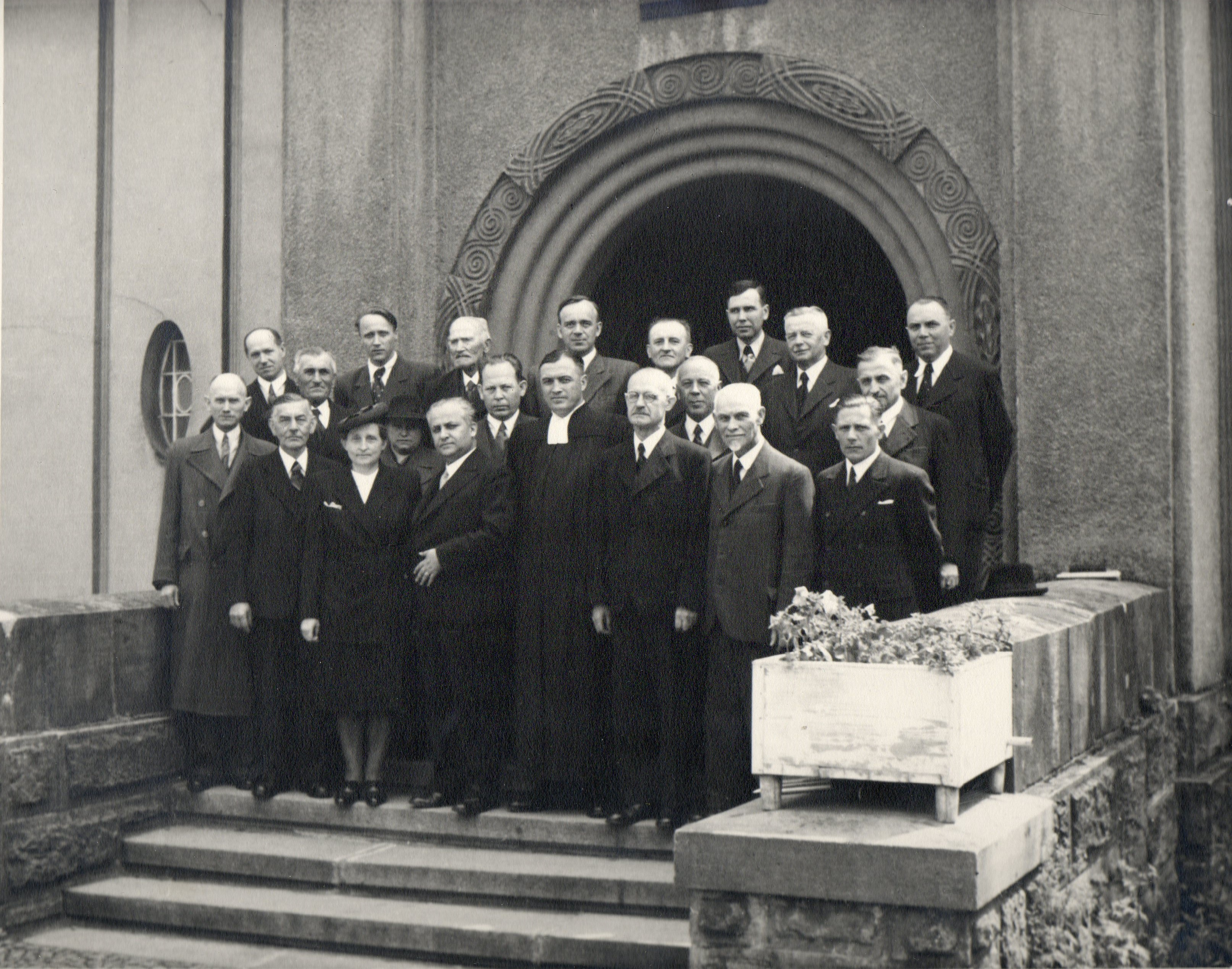
Staršovstvo královéhradeckého sboru 1944

Přes hrůzy Protektorátu sborová činnost vzkvétala. J. A. Pellar se hodně věnoval mládeži, Nedělní škole, biblickým hodinám, kázání, bohoslužbám po vesnicích, pastoračním návštěvám a soukromému studiu.
J. A. Pellar byl nepřímo zapojen do skupiny „Velký Josef“. Jednalo se o výsadkovou skupinu pod označením Barium, která seskočila u obce Vysoká nad Labem v noci z 3. na 4. dubna 1944. Velký Josef bylo krycí jméno velitele nadporučíka Josefa Šandery. J. A. Pellar zprostředkoval podporu rodinám, jejichž členy zadrželo Gestapo. Na svých cestách na kole vozil do lesa na smluvené místo potraviny a šatstvo. Několikrát byl vyslýchán na Gestapu, které sídlilo na krajském soudu, vedle kostela. Hned po válce se přihlásil do „Protifašistických bojovníků“.
Dne 5. května 1945 vypuklo v Praze „pražské povstání“. Němci hromadně opouštěli Čechy i Hradec Králové. Byl ustaven revoluční národní výbor a J. A. Pellar byl přizván. Bylo po válce a Husův dům byl navrácen církvi k užívání. Od roku 1946 byla v přízemí vybudována evangelická mateřská školka. Vychovatelkou byla Marie Prouzová. Dále zde J. A. Pellar zřídil kolej pro evangelické studenty tehdy vznikající Lékařské fakulty, na jejímž vzniku se podílel po boku prof. Jana Bedrny, prof. Pavla Lukla (bratr jeho manželky) a jiných. Stal se jednatelem Společnosti pro budování univerzity v Hradci Králové. Lékařská fakulta, jež byla otevřena dne 17. listopadu 1945, mohla vzniknout nejen díky této společnosti, ale také za pomoci poválečné americké pomoci UNRRA.
Po válce se začaly znovu oživovat vztahy s Anglií a USA. V Hradci Králové byl založen Angloamerický klub a J. A. Pellar byl zvolen jeho předsedou. Z tohoto postu přizval na návštěvu města amerického velvyslance Laurence Steinhardta, kterým byl poté pozván do Prahy spolu s manželkou Evou.
Po odchodu německé armády se uvolnil letní tábor v Bělči, který obývala Hitlerjugend. Církev neměla o tábor zájem, a tak J. A. Pellar pojal myšlenku na uvedení tábora do znovu použitelného stavu. O opravy se staral prof. Klemera. Již v létě 1945 zde byl otevřen tábor Junáku a byl založen evangelický Skaut.
Po odsunu Němců z pohraničí se uvolnilo mnoho církevních budov. J. A. Pellar odejel převzít kostel v Trutnově a Janských Lázních od Národních výborů. Kostel v Janských Lázních postavil farář Kuppka spolu s malým penzionem „Sola Fide“. Penzion po něm zdědila příbuzná slečna Ferbasová. J. A. Pellar od ní penzion získal pro užívání objektu církví.
V Hradci Králové napsal roku 1951 habilitační práci z praktické teologie „Homileticko theologický rozbor kázání M. Jana Rokycany“ a stal se docentem Komenského fakulty. Protože ho však týž rok zvolili seniorem královéhradeckého seniorátu a tyto dvě funkce nejsou podle církevního zřízení slučitelné, byl vyvázán ze svých povinností na fakultě a stal se seniorem. Tuto funkci zastával po tři období až do listopadu 1969. Vedle mnohé práce ve sboru a v seniorátu pracoval také v Krajském výboru obránců míru a pomáhal, kde byla jeho pomoc žádoucí. 
Po „Vítězném únoru“ v roce 1948 přešly církve pod kontrolu státu. Celá rodina žila v následujících letech ve velkém napětí. Z kádrových důvodů nebyly děti faráře přijímány na školy. Ti, kteří chtěli zlomit, o něm koncem padesátých let napsali v jedné interní zprávě: „…masarykovsky zaměřený, vytvářející mezi duchovními ovzduší nedůvěry vůči státu". Pellar byl autorem rezoluce, ve které církev žádala svobodu tisku, pastoraci u zatčených, odluku církve od státu apod.“ V květnu roku 1976 prodělal J. A. Pellar s manželkou těžkou autonehodu u Hoděšovic, což si vyžádalo půlroční léčení.
Hlavní náplní života J. A. Pellara bylo jeho kazatelské poslání, kterému se věnoval s plným nasazením. Velkou oporu měl ve své manželce Evě L. Pellarové. Naposledy kázal v říjnu 1981 a téhož roku požádal i o důchod. Jan A. Pellar zemřel po krátké a těžké nemoci 2. února 1982 v 10.30 hod. Pohřeb se konal 9. února v kostele v Hradci Králové na hřbitově za velké účasti členů církve, farářů a veřejnosti. Pohřeb vykonal synodní senior M. Hájek. Pohřben je na královéhradeckém Lesním hřbitově. 

## Evangelické dílo

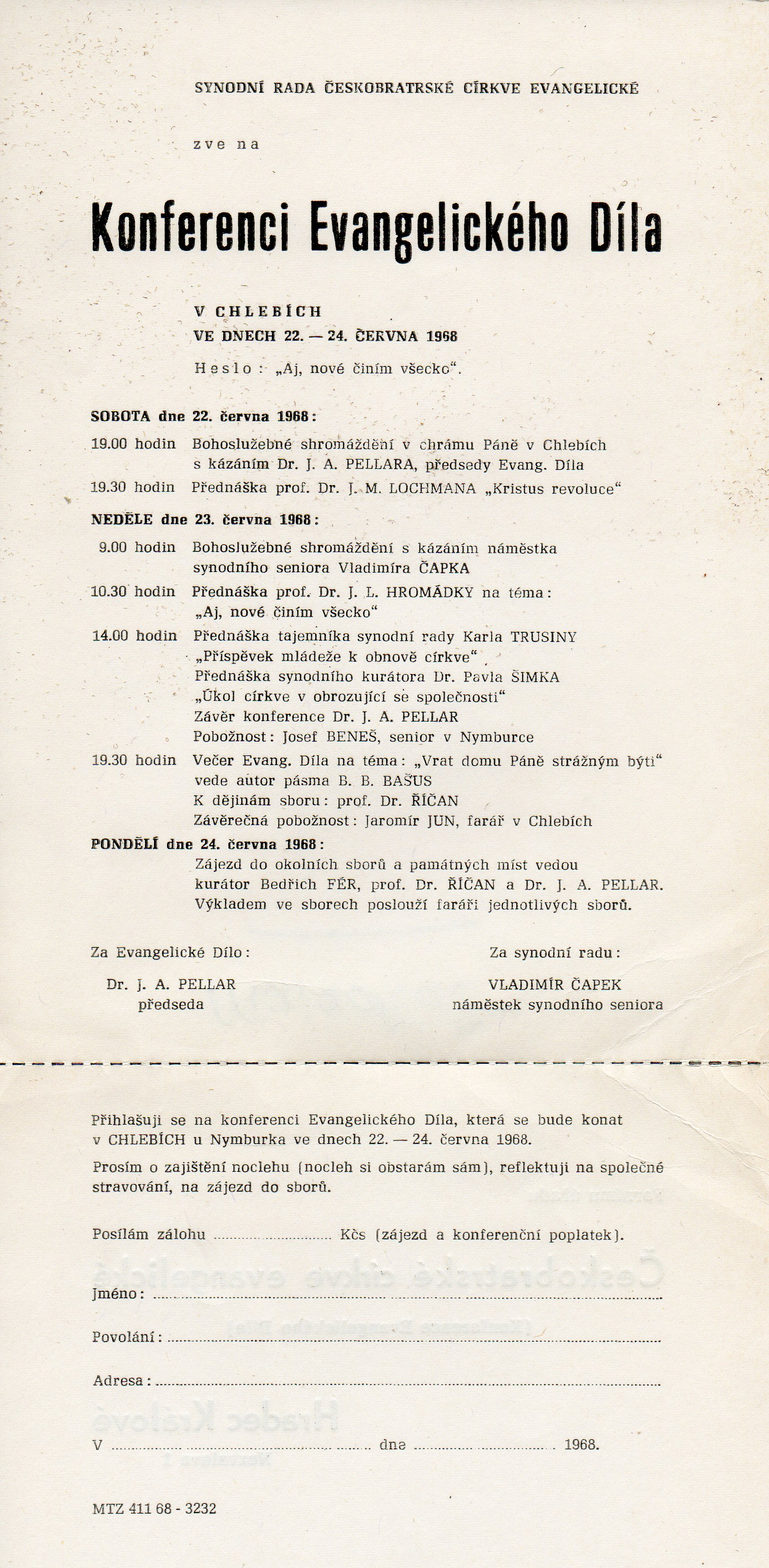
Program konference ED r. 1968

Roku 1939 vytvořil Jan A. Pellar s Františkem Žilkou, J. L. Hromádkou a dalšími hnutí v církvi, které neslo název „Evangelické dílo“. Bylo založeno několik tematických skupin. Právě profesor Žilka předsedal práci vědecké, vnitřnímu životu církve předsedal František Bednář, vztahy mezi církví a společností měl na starosti tchán J. A. Pellara MUDr. Adolf Lukl, pro snahy kulturní dr. Pavel Váša, pro styky společenské synodní senior Josef Křenek a pro otázky sociální dr. Jan Amos Pellar.  
Především v době poválečné se jednalo o každoročně pořádané třídenní konference zaměřené na témata týkající se církevního života. Lokality byly vybírány jak v Čechách, tak na Moravě. Byli zváni profesoři fakult, významné osoby a vedly se přednášky a diskuze. Konference byla zahájena vždy v sobotu večer kázáním, které měl Jan A. Pellar, jako předseda Evangelického díla a nedělní měl synodní senior (Pellar se stal předsedou Evangelického díla v roce 1944 po smrti profesora Žilky). Následovaly dopolední a odpolední přednášky. Pondělky byly věnovány společným návštěvám sborů v místě pořádání konference. Zájezd po dlouhá léta vedl profesor Rudolf Říčan, profesor historie. Jezdilo se do Chýnova, Chelčic, Husince, Hluboké nebo Javorníku. Kancelář Evangelického díla měla na starosti Nora Poláková, sestra J. A. Pellara. Evangelické dílo se stalo hned po příjezdu děkana Hromádky platformou, odkud mluvil do řad členů církve. Po léta spolupracoval J. A. Pellar s děkanem Hromádkou nejen v Evangelickém díle, ale také v Křesťanské mírové konferenci.  
Po smrti J. A. Pellara byly snahy o pokračování vedení Evangelického díla. Nejprve se této funkce ujal Dr. Josef Hlaváč a později B. B. Bašus. I přes tyto snahy ED zaniká.  
Níže je uveden neúplný seznam konaných konferencí Evangelického díla:
1. 1946 v Hradci Králové
2. 1947 v Hradci Králové
3. 1948 v Čáslavi
4. 1949 ve Vsetíně
5. 1950 v Chrudimi
6. 1951 v Kroměříži
7. 1952 v Táboře
8. 1958 v Jihlavě
9. 1962 v Brně
10. 1963 v Plzni
11. 1965 v Jimramově
12. 1966 v Klášteře nad Dědinou
13. 1967 ve Vanovicích
14. 1968 v Chlebích
15. 1969 v Kloboukách u Brna
16. 1971 v obci Krouna
17. 1972 v Čáslavi
18. 1973 v Hošťálkové
19. 1974 ve Velkém Meziříčí
20. 1975 v Plzni
21. 1977 v Nosislavi
22. 1978 v Proseči u Skutče
23. 1979 v Novém Městě na Moravě
24. 1980 v Semtěši
25. 1981 v Ratiboři na Valašsku (Jedná se o poslední konferenci, kterou J. A. Pellar organizoval a vedl, celkem se takto zasloužil o 36 konferencí Evangelického díla).

## Dílo
Roku 1940 byla vydána Evangelickým dílem brožura „T. G. Masaryk: Neznámý list", ke které J. A. Pellar sepsal úvodní část.
- T. G. Masaryk: Neznámý list (Praha: Evangelické dílo 1940)

V roce 1947 vydal Pellar v Kalichu knížku s názvem „V nový život“. Byl to jakýsi průvodce pro člověka, který chtěl vstoupit do evangelické církve.  Knížka je psána formou rozhovorů mezi Bratrem a Přítelem. V úvodu Pellar připomíná: „Čeští evangelíci hledají východisko z nynější duchovní krize a cestu v nový život vidí v odpovědném převzetí a plnění duchovního odkazu husitství a bratrství – zpět k vlastním zdrojům života: k svému Bohu, k Ježíši Kristu, k Písmu a k živé církvi.“
- V nový život (Praha: Kalich,1947, s. 142).